# Ковальчук, Александр Сергеевич
Алекса́ндр Серге́евич Ковальчу́к (8 апреля 1938, Днепропетровск, Украинская ССР, СССР — 23 января 2018, Североморск, Мурманская область, Россия) — советский и российский военачальник, контр-адмирал (1987). Лауреат Государственной премии СССР (1985).

## Биография
Родился 8 апреля 1938 г. в Амур-Нижнеднепровском районе города Днепропетровска. В 1945 году поступил и в 1955 году окончил с золотой медалью среднюю школу № 8 города Днепропетровска. Военную присягу принял 11 сентября 1955 г. В 1955 году поступил и в 1959 году окончил Высшее Военно-морское орденов Ленина и Ушакова училище им. М. В. Фрунзе по специальности «артиллерийская». В 1970 году окончил Высшие специальные офицерские классы ВМФ. В 1982 году поступил и в 1985 году окончил ВМА им. Гречко по специальности «командно-штабная оперативно-тактическая» (заочно).
В 1959—1964 годах — командир батареи, командир группы управления артиллерийским огнём эсминцев «Московский комсомолец» и «Находчивый».
В 1964—1965 годах — командир артиллерийской боевой части эсминца «Московский комсомолец», в 1966—1969 годах — помощник, старший помощник командира эсминца «Бывалый». В 1970—1973 годах — старший помощник командира большого противолодочного корабля «Адмирал Макаров». В 1973—1976 годах — командир ракетного крейсера «Адмирал Зозуля» Северного флота. В 1976—1984 году — первый командир тяжёлого атомного ракетного крейсера «Киров». В 1984—1987 годах — командир 120-й бригады ракетных кораблей 7-й оперативной эскадры Северного флота. Воинское звание "контр-адмирал" присвоено Постановлением Совета Министров СССР от 7 мая 1987 г. № 526, объявленным приказом Министра обороны СССР от 8 мая 1987 г. № 143.
В 1988—1994 годах — начальник Высшего военно-морского училища им. М. В. Фрунзе. С 1994 года в запасе, с 1998 года в отставке. Проживал в Санкт-Петербурге.
Скончался 23 января 2018 года в 1469-м Военно-Морском клиническом госпитале Североморска.  Похоронен на Южном кладбище в Санкт-Петербурге.

## Награды

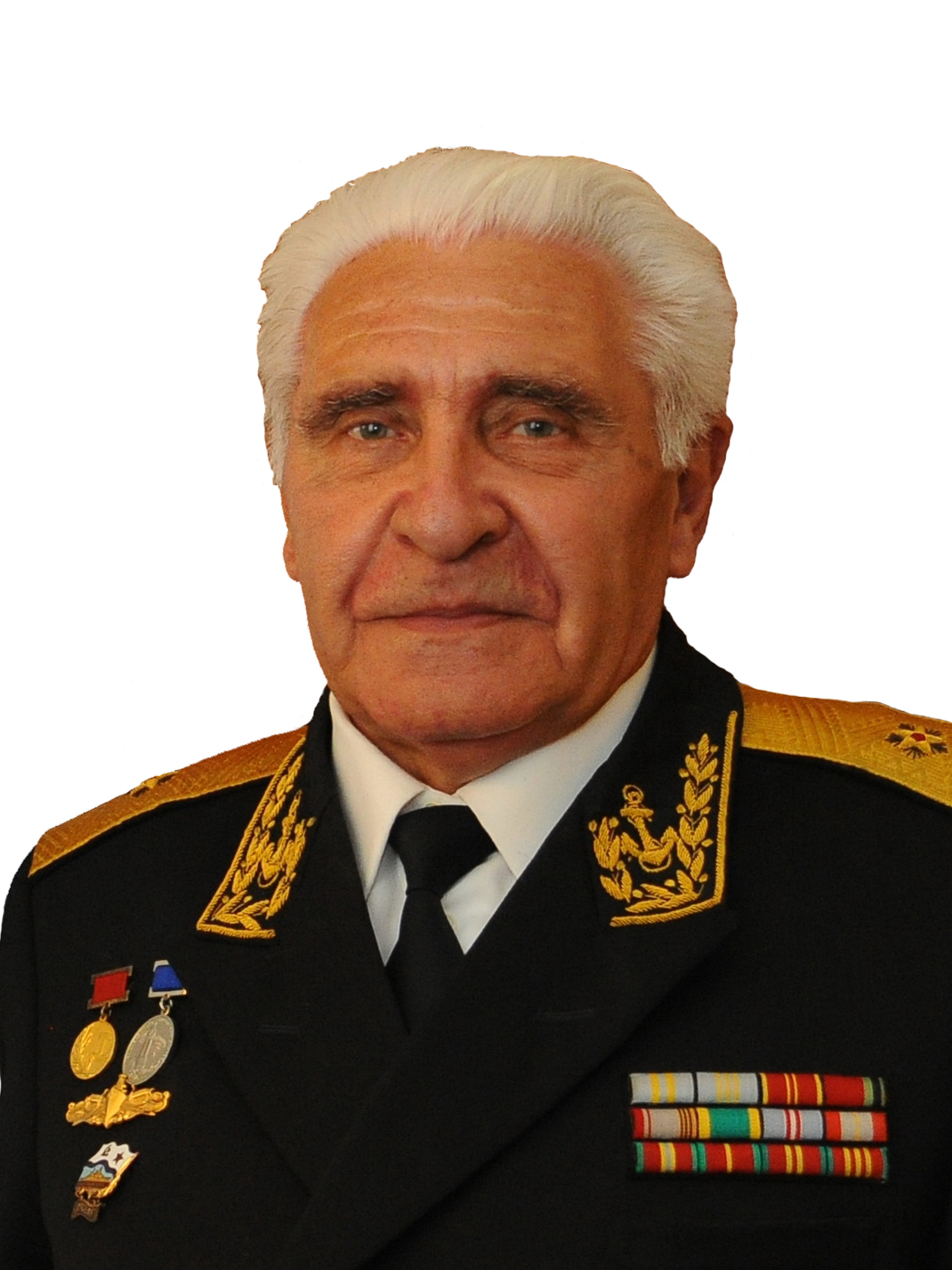

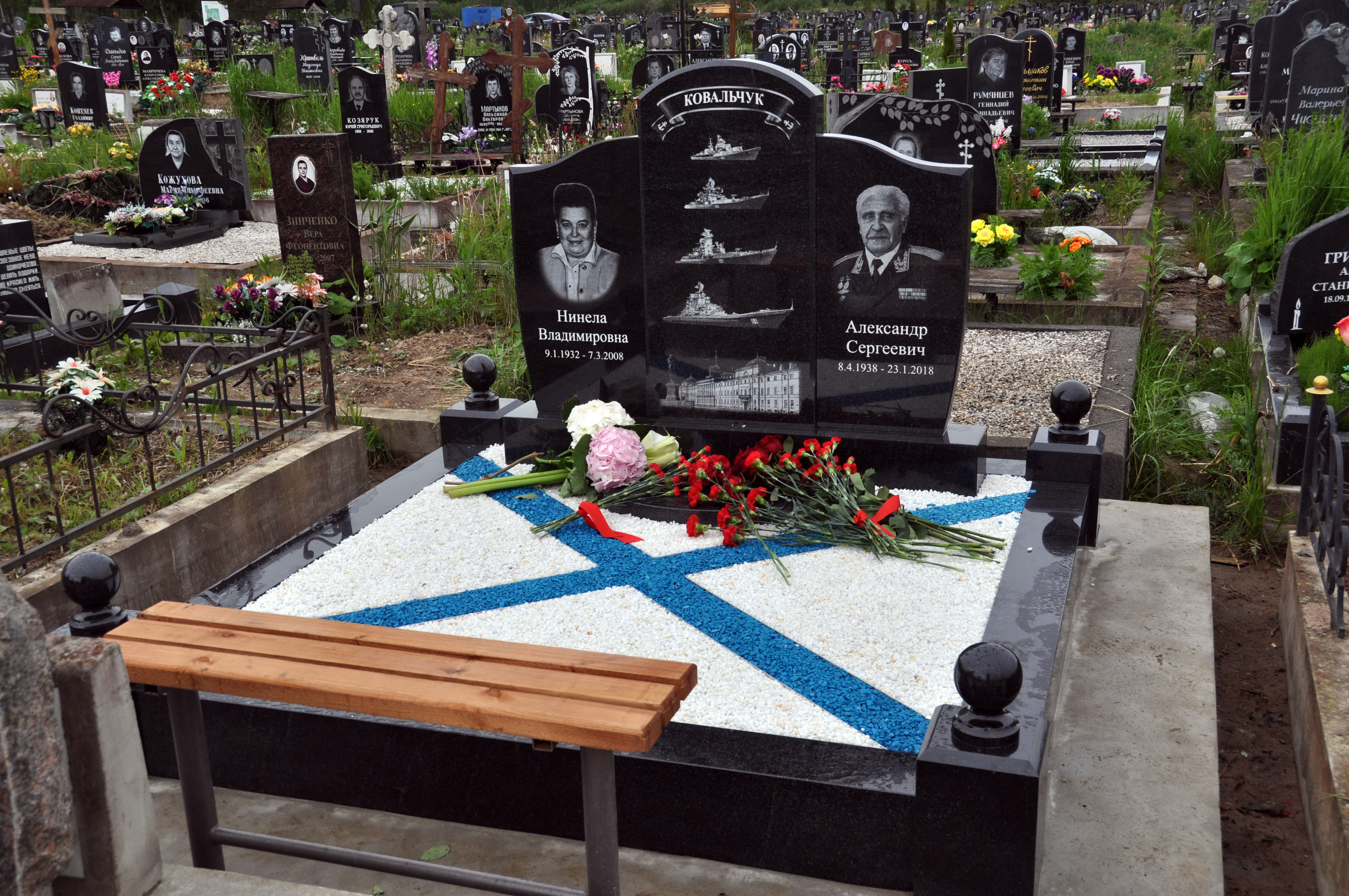
Памятник А.С.Ковальчуку

- Памятник А.С.КовальчукуОрден «За службу Родине в Вооружённых Силах СССР» 2-й степени.
- Орден «За службу Родине в Вооружённых Силах СССР» 3-й степени.
- Медали СССР.
- Государственная премия СССР — 21 февраля 1985 года «За работу в области корабельного оборудования».

## Оценки деятельности
- газета «Корабельная сторона», номер от 9 апреля 2008 г. «Директор атомного крейсера» Архивная копия от 20 апреля 2011 на Wayback Machine
- Первому командиру крейсера «Киров» — 70 лет (отзывы сослуживцев на сайте flot.com) Архивная копия от 4 марта 2016 на Wayback Machine

Делегат 25 съезда КПСС.